# Carros de bronce Qin

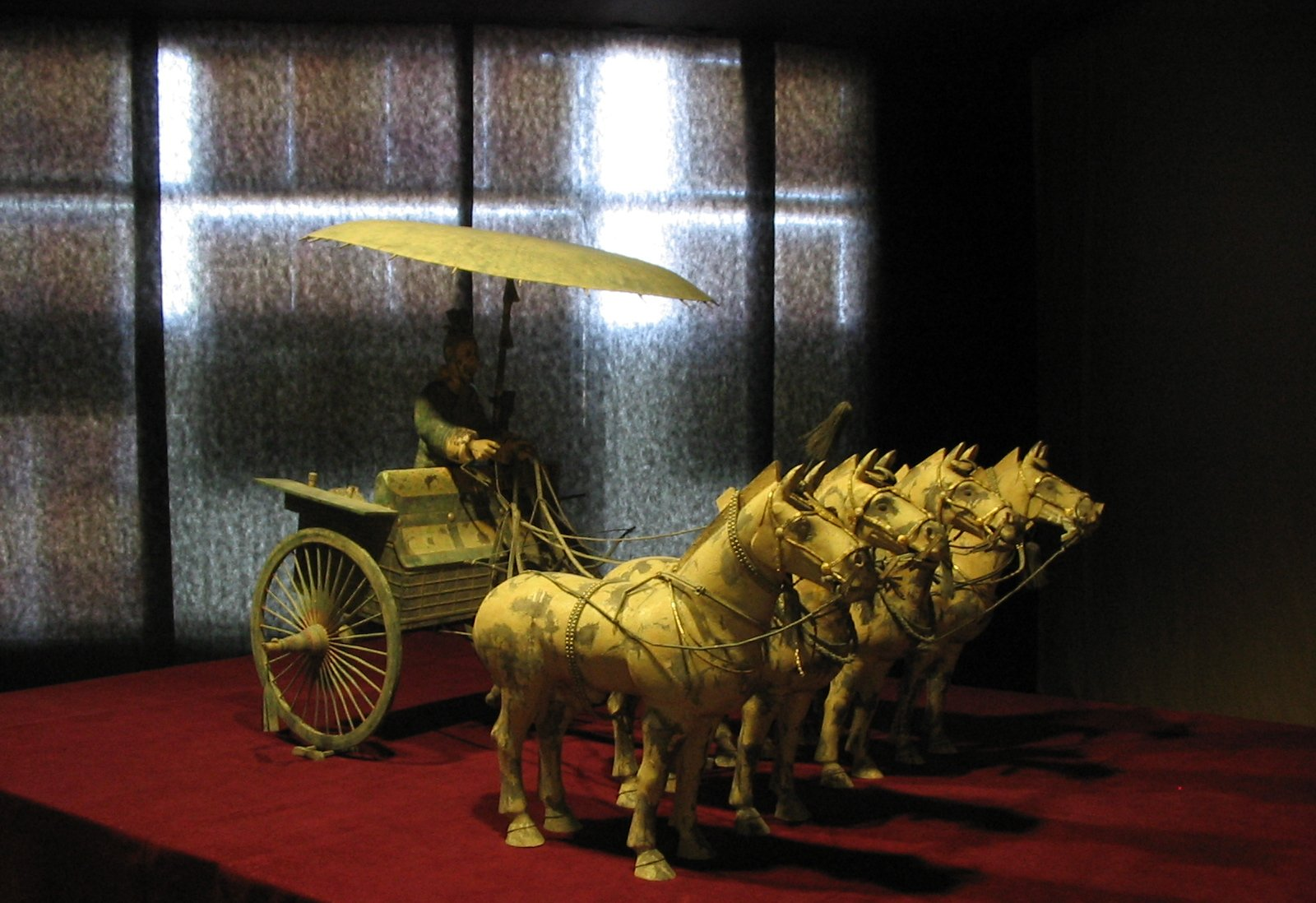
Carro de bronce número uno.

Los carros de bronce Qin (銅車馬 o 秦銅車馬) se refieren a un conjunto de dos modelos de bronce de la dinastía Qin representando un par de carros que fueron desenterrados en 1980 en el Mausoleo del Primer Emperador Qin, Qin Shi Huang (reinado 247–220 a. C.). Fueron hallados rotos en varios trozos, y  su restauración duró cinco años. Ambos modelos tienen aproximadamente la mitad del tamaño natural.
La primera pieza, "carro de bronce número uno" (一號銅車馬), consta de un carro abierto tirado por cuatro caballos de bronce, con un conductor y un parasol de bronce abierto sobre él.
La segunda pieza, "carro de bronce número dos" (二號銅車馬), es un carro cerrado con dos asientos y techo en forma de parasol, también con conductor y tirado por cuatro caballos de bronce.

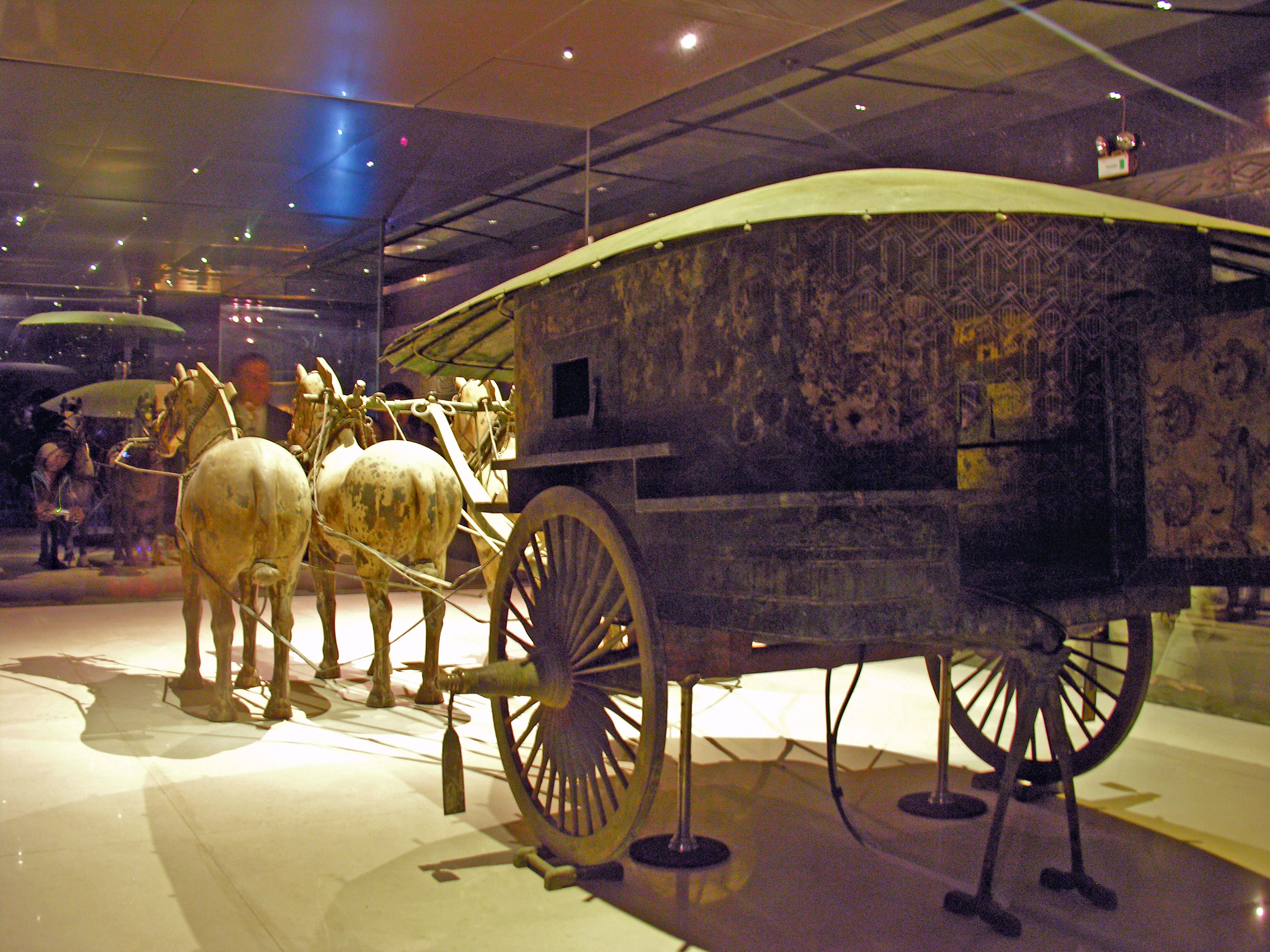
Carro de bronce número dos.

Los carros se exhiben en el Museo de los Guerreros y Caballos de Terracota de Qin Shi Huang (秦始皇兵馬俑博物館) en Shaanxi. En 2010 las piezas fueron exhibidas en la Exposición Universal de Shanghái dentro del edificio del Pabellón de China.
Los carros son uno de los sesenta y cuatro artefactos históricos que el gobierno tiene prohibido exhibir fuera de China.